# Lepi čeveljc
Lepi čeveljc (znanstveno ime Cypripedium calceolus, ljudsko: Ceptec, Marijini šolnčki) pripada družini kukavičevk (Orchidaceae). Najdemo ga v senčnatih bukovih gozdovih, na apnenčastih tleh, do subalpinskega pasu. V Sloveniji je razširjen v Alpah, pa tudi na Gorjancih in Bohorju. Nižje zacveti že v maju, višje pa lahko tudi še v juliju. 

## Videz
Kukavičevka ima obliko čeveljca, s 3-4 cm dolgimi rumenimi medenimi usti. 'Čeveljc' obdajajo 4 rdečerjavi, suličasti pergonovi listi. Na steblu se razvijeta 1-2 cvetova, včasih tudi do štirje. Listi so širokoeliptični, svetlozeleni in obdajajo steblo. Iz plazeče korenike požene steblo, ki zraste do 60 cm visoko.
Medena ustna čeveljc je za žuželke nekakšna past. Žuželka se iz pasti lahko reši le po določeni poti, ki omogoči oprašitev cveta. Drugih izhodov ni, ker se žuželka ne more pomikati po oljnatih, gladkih notranjih stenah. Zanimivo je, da cvetica ne nudi za vabo nobenega hranila.